# Page-Playoff-System
Das Page-Playoff-System ist eine besondere Form des Play-offs, das heutzutage hauptsächlich bei wichtigen Meisterschaften im Softball und Curling zur Anwendung kommt. Beim Softball wird es bei Weltmeisterschaften und Olympischen Spiele angewendet. Auch das Meisterschaftsfinale der australischen Fußballliga A-League wird in diesem Modus ausgespielt. In der NBA wird das System für die Bestimmung der hinteren Play-off-Setzränge verwendet.

## Geschichte
Entwickelt wurde das System im Jahr 1931 von Percy Page für die Australian-Football-Meisterschaft des Bundesstaates Victoria, wo es bis 1971 benutzt wurde. Die australische Rugby-League-Meisterschaft wurde von 1954 bis 1972 nach diesem System ausgespielt. Im Softball wird es bei den Weltmeisterschaften seit 1990 angewendet und kam auch bei den Olympischen Spielen 1996–2008 zum Tragen. Auch bei den Meisterschaftsendrunden und der Relegation der deutschen Softball-Bundesliga wurde es genutzt. 
Der kanadische Curlingverband führte es 1995 anlässlich der Landesmeisterschaften der Männer ein, im darauf folgenden Jahr auch bei den Frauen. Auf internationaler Ebene wurde es bei der Curling-Weltmeisterschaft 2005 eingeführt, bei den Olympischen Spielen hingegen noch nicht. 
Seit der Saison 2011 wird das System auch bei der Indian Premier League (IPL) im Cricket angewandt.
In der National Basketball Association wird das Page-McIntyre-System seit 2020/21 für ein Qualifikationsturnier vor Beginn der Play-offs verwendet. Die siebt- und achtplatzierten Teams beider Conferences sowie die Neunt- und Zehntplatzierten spielen um die Play-off-Setzränge 7 und 8. Diese nicht zu den vier Play-off-Runden zählenden Play-In-Spiele sollen Tanking verhindern – also absichtliches Verlieren für eine vorteilhaftere Verteilung der Lose in der NBA-Draft-Lotterie.

## Regeln
Nach der Round Robin (jeder gegen jeden) treten die vier bestplatzierten Mannschaften in den Halbfinals der Play-offs (engl. semi-final) gegeneinander an. Dabei bestreiten der Dritt- und der Viertplatzierte das sogenannte Erste Halbfinale (first semi-final), der Erst- und der Zweitplatzierte das Zweite Halbfinale (second semi-final).

Der Verlierer des Ersten Halbfinals scheidet als erste Mannschaft aus den Play-offs aus und belegt in der Abschlusswertung Rang vier, der Sieger erreicht die Vorschlussrunde (final). Dort spielt er gegen den Unterlegenen des Zweiten Halbfinals um den Einzug ins Endspiel (grand final), während der Sieger des Zweiten Halbfinals bereits als erster Endspiel-Teilnehmer feststeht. Der Verlierer im „kleinen Finale“ belegt den dritten Schlussrang des Turniers, der Sieger spielt im „großen Finale“ gegen das direkt qualifizierte Team um den Turniersieg.
Mit diesem System werden die zwei Bestklassierten der Round Robin bevorteilt, welche bereits einen Platz unter den ersten Drei sicher haben. Darüber hinaus haben beide Teams nach einer Niederlage im ersten Play-off-Spiel eine weitere Chance, Gesamtsieger zu werden, während dafür der Dritt- und Viertplatzierte der Round Robin sämtliche Begegnungen gewinnen müssen.
In der IPL wird in der Saison 2013 das Spiel zwischen dem Erst- und Zweitplatzierten qualifier 1 genannt, das Spiel zwischen dem Dritten und Vierten eliminator, das Spiel der Vorschlussrunde qualifier 2 und das Finale schlicht final. In den zwei Jahren davor wurden für die ersten drei Play-off-Spiele allerdings andere Bezeichnungen verwendet.

## Beispiel
Resultate der Page-Playoffs des 
Softball-Turniers der Olympischen Spiele 2008 in Peking (die Ziffern in den grauen Kästchen entsprechen der Platzierung nach der Round-Robin-Runde):
|  | Halbfinale (semi-finals) | Halbfinale (semi-finals) | Halbfinale (semi-finals) |   |       | Spiel um Bronze (final) | Spiel um Bronze (final) | Spiel um Bronze (final) |   |  | Finale (grand final) | Finale (grand final) | Finale (grand final) |
|  |                          |                          |                          |   |       |                         |                         |                         |   |  |                      |                      |                      |
|  | 1                        | Vereinigte Staaten       | 4                        |   |       |                         |                         |                         |   |  |                      |                      |                      |
|  | 2                        | Japan                    | 1                        |   |       |                         |                         |                         |   |  | Vereinigte Staaten   | 1                    |                      |
|  | 2                        | Japan                    | 1                        |   | Japan | 4                       |                         |                         |   |  | Vereinigte Staaten   | 1                    |                      |
|  |                          |                          |                          |   | Japan | 4                       |                         | Japan                   | 3 |  |                      |                      |                      |
|  |                          |                          | Australien               | 3 |       |                         |                         | Japan                   | 3 |  |                      |                      |                      |
|  | 3                        | Australien               | Australien               | 3 | 5     |                         |                         |                         |   |  |                      |                      |                      |
|  | 3                        | Australien               |                          |   |       |                         |                         |                         |   |  |                      |                      |                      |
|  | 4                        | Kanada                   | 3                        |   |       |                         |                         |                         |   |  |                      |                      |                      |

Hieraus ergeben sich folgende Schlussplatzierungen: 1. Japan, 2. Vereinigte Staaten, 3. Australien, 4. Kanada.